# 1. Klasse Danzig-Westpreußen 1941/42
De 1. Klasse Danzig-Westpreußen 1941/42 was het tweede voetbalkampioenschap van de 1. Klasse Danzig-Westpreußen. De competitie werd in meerdere groepen verdeeld. De winnaars van de groepen plaatsten zich voor de promotie-eindronde. 

## Eindstand

### Bezirk Danzig

#### Groep A
WKG Kriegsmarine Oxhöft trok zich in oktober 1941 terug, de club had één wedstrijd gewonnen en één gelijkgespeeld, de uitslagen werden geschrapt. 
| Plaats | Club                     | Wed. | W | G | V | Saldo | Ptn. |
| ------ | ------------------------ | ---- | - | - | - | ----- | ---- |
| 1.     | TV Ohra                  | 10   | 8 | 1 | 1 | 25:10 | 17   |
| 2.     | Danziger SC              | 7    | 5 | 1 | 1 | 26:06 | 11   |
| 3.     | SVgg 1921 Troyl          | 9    | 4 | 1 | 4 | 23:24 | 9    |
| 4.     | SC Preußen Danzig II     | 8    | 3 | 0 | 5 | 20:17 | 6    |
| 5.     | RSG Preußisch Stargard   | 7    | 2 | 1 | 4 | 12:29 | 5    |
| 6.     | VfL Karthaus             | 3    | 0 | 0 | 3 | 02:18 | 0    |
| 7.     | Reichsbahn SG Dirschau   | 4    | 0 | 0 | 4 | 01:05 | 0    |
| 8.     | WKG Kriegsmarine Oxhöfta | 0    | 0 | 0 | 0 | 00:00 | 0    |

|  | Deelname promotie-eindronde  |
|  | Terugtrekking na dit seizoen |

#### Groep B
Zoppoter TV 1890 trok zich voor de competitiestart terug. 
| Plaats | Club                      | Wed. | W | G | V | Saldo | Ptn. |
| ------ | ------------------------- | ---- | - | - | - | ----- | ---- |
| 1.     | LSV Danzig                | 7    | 7 | 0 | 0 | 38:11 | 14   |
| 2.     | Reichsbahn SG Danzig      | 3    | 2 | 0 | 1 | 13:08 | 4    |
| 3.     | Post-SG Gotenhafen        | 3    | 2 | 0 | 1 | 10:06 | 4    |
| 4.     | SG OrPo Gotenhafen        | 6    | 2 | 0 | 4 | 19:28 | 4    |
| 5.     | RVgg Ostmark-Hansa Danzig | 5    | 1 | 0 | 4 | 14:22 | 2    |
| 6.     | Sg Neufahrwasser II       | 4    | 0 | 0 | 4 | 09:28 | 0    |
| 7.     | Zoppoter TV 1890          | 0    | 0 | 0 | 0 | 00:00 | 0    |

|  | Deelname promotie-eindronde  |
|  | Terugtrekking na dit seizoen |

### Bezirk Marienwerder
Uit het Bezirk Marienwerder zijn geen eindstanden meer bekend, wel dat WKG der BSG Ferdinand Schichau GmbH Elbing aan de eindronde deelnam. 
- WKG der BSG Ferdinand Schichau GmbH Elbing (terugtrekking na dit seizoen)
- HSV Unteroffiziersschule Marienwerder II
- Reichsbahn SG Marienburg
- SV Sandhof Marienburg
- Elbinger SV II (terugtrekking na dit seizoen)
- VfR Hansa Elbing II (terugtrekking na dit seizoen)
- SV Viktoria Elbing II
- TuSV Preußisch Holland (terugtrekking na dit seizoen)

### Bezirk Bromberg

#### Groep A
| Plaats | Club                   | Wed. | W | G | V | Saldo | Ptn.  |
| ------ | ---------------------- | ---- | - | - | - | ----- | ----- |
| 1.     | Bromberger SG          | 8    | 8 | 0 | 0 | 64:03 | 16    |
| 2.     | SG OrPo Bromberg       | 8    | 4 | 0 | 4 | 32:28 | 8     |
| 3.     | SG Nakel               | 8    | 3 | 1 | 4 | 16:31 | 7     |
| 4.     | Post-SG Bromberg       | 8    | 3 | 0 | 5 | 15:37 | 06:10 |
| 5.     | Reichsbahn SG Bromberg | 8    | 1 | 1 | 6 | 15:43 | 03:13 |

|  | Deelname promotie-eindronde + Finale Bromberg |
|  | Terugtrekking na dit seizoen                  |

#### Groep B
Niet meer alle eindstanden zijn bekend, hieronder de laatst bekende stand. 
| Plaats | Club                | Wed. | W | G | V | Saldo | Ptn. |
| ------ | ------------------- | ---- | - | - | - | ----- | ---- |
| 1.     | Post-SG Thorn       | 7    | 5 | 1 | 1 | 29:20 | 11   |
| 2.     | SV Thorn            | 5    | 3 | 0 | 2 | 27:13 | 6    |
| 3.     | Reichsbahn SG Thorn | 5    | 2 | 0 | 3 | 17:23 | 4    |
| 4.     | SC Graudenz         | 5    | 1 | 1 | 3 | 11:17 | 3    |
| 5.     | TuSV Schulitz       | 0    | 0 | 0 | 0 | 00:00 | 0    |
| 6.     | SG OrPo Thorn       | 2    | 0 | 0 | 2 | 02:13 | 0    |

|  | Deelname promotie-eindronde + Finale Bromberg |
|  | Terugtrekking na dit seizoen                  |

#### Finale
Heen
|             |               |                |          |          |
| 10 mei 1942 | Bromberger SG | 5 - 1          | SV Thorn | Bromberg |
| 10 mei 1942 |               | 35', 55' Täger |          | Bromberg |

Terug
|             |          |       |               |       |
| 31 mei 1942 | SV Thorn | 4 – 1 | Bromberger SG | Thorn |
| 31 mei 1942 |          |       |               | Thorn |

## Promotie-eindronde
| Plaats | Club                                       | Wed. | W | G | V | Saldo | Ptn. |
| ------ | ------------------------------------------ | ---- | - | - | - | ----- | ---- |
| 1.     | SG Bromberg                                | 8    | 7 | 0 | 1 | 32:11 | 14   |
| 2.     | LSV Danzig                                 | 8    | 6 | 1 | 1 | 33:14 | 13   |
| 3.     | SV Thorn                                   | 8    | 4 | 1 | 3 | 22:15 | 9    |
| 4.     | TV Ohra                                    | 8    | 1 | 0 | 7 | 12:25 | 2    |
| 5.     | WKG der BSG Ferdinand Schichau GmbH Elbing | 8    | 1 | 0 | 7 | 05:39 | 2    |

|  | Promotie naar Gauliga Danzig-Westpreußen 1942/43 |